# Powderly
Powderly és una població dels Estats Units a l'estat de Kentucky. Segons el cens del 2000 tenia 846 habitants.

## Demografia
Segons el cens del 2000, Powderly tenia 846 habitants, 342 habitatges, i 235 famílies. La densitat de població era de 226,8 habitants/km².
Dels 342 habitatges en un 29,8% hi vivien nens de menys de 18 anys, en un 55% hi vivien parelles casades, en un 10,2% dones solteres, i en un 31% no eren unitats familiars. En el 26% dels habitatges hi vivien persones soles el 13,2% de les quals corresponia a persones de 65 anys o més que vivien soles. El nombre mitjà de persones vivint en cada habitatge era de 2,47 i el nombre mitjà de persones que vivien en cada família era de 2,98.
Per edats la població es repartia de la següent manera: un 24,2% tenia menys de 18 anys, un 10,5% entre 18 i 24, un 27,5% entre 25 i 44, un 22,9% de 45 a 60 i un 14,8% 65 anys o més.
L'edat mediana era de 36 anys. Per cada 100 dones de 18 o més anys hi havia 81,6 homes.
La renda mediana per habitatge era de 23.750 $ i la renda mediana per família de 28.063 $. Els homes tenien una renda mediana de 29.250 $ mentre que les dones 16.591 $. La renda per capita de la població era d'11.705 $. Entorn del 10,3% de les famílies i el 15,6% de la població estaven per davall del llindar de pobresa.

## Poblacions més properes
El següent diagrama mostra les poblacions més properes.